# Hexatoma subpusilla
Hexatoma subpusilla är en tvåvingeart som beskrevs av Alexander 1933. Hexatoma subpusilla ingår i släktet Hexatoma och familjen småharkrankar. Inga underarter finns listade i Catalogue of Life.